# Dresdner Sport-Club 1898
El Dresdner Sport-Club 1898 és un club esportiu alemany de la ciutat de Dresden, Saxònia.

## Història
El club va ser fundat el 30 d'abril de 1898, essent membre fundador de la DFB (Deutscher Fussball Bund) el 1900. Els seus orígens se situen en un club anomenat The English FC Dresden format el 1874 per anglesos que vivien a la ciutat.
Fou un destacat club abans de la II Guerra Mundial, on fou el dominador del campionat d'Alemanya Central (Mitteldeutschen Verbandsliga) de 1925 a 1930. També fou campió en diverses ocasions de la Gauliga Sachsen i de la Lliga i Copa d'Alemanya.
Acabada la guerra, el club fou desfet i recreat l'any 1946 amb el nom de SG Friedrichstadt, però uns incidents a la final de copa del 1950 enfront l'equip del Horch Zwickau, patrocinat per les autoritats soviètiques, provocaren que el club fos desmantellat, passant molts dels seus jugadors a ingressar a un altre equip anomenat BSG Tabak Dresden.
A partir d'aquest punt diversos clubs reclamen ser els hereus del Dresdner SC.
- El Volkspolizei Dresden, fundat el 1948, es convertí en el principal club de la ciutat després de la desaparició del DSC, tot i que no hi ha una relació directa entre ambdós clubs, ja que es formà agafant jugadors de diversos clubs, majoritàriament del SG Michten. Aquest club fou diversos cops campió del país amb el nom de Dynamo Dresden.

- Les restes del club SG Michten, que havia estat fundat el 1947, sofrí diverses fusions i canvis de nom: BSG Sachsenverlag Dresden (1950), BSG Rotation Dresden (1951-1954), SC Einheit Dresden (1954-1965), FSV Lokomotive Dresden (1966-1990), i finalment el 1990 esdevingué Dresdner SC 1898.

- El BSG Tabak Dresden fou descendent directe del Dresdner SV 1910 fou fundat l'any 1945 amb el nom de SG Striesen. Posteriorment s'anomenà ZSG Nagema Dresden (1948) i Tabak el 1949. Fou l'equip on anaren la majoria de jugadors del Dresdner/Friedrichstadt després de la dissolució d'aquest. El club, amb el nom de SG Dresden Striesen ressorgí el juny de 1991.

- Abans de la II Guerra Mundial, durant els temps de la Gauliga, es formà el Dresdner Sportfreunde, per la fusió forçada de diversos clubs locals. Després de la Guerra, aquest club fou reanomenat SG Pieschen que després de diverses fusions acabà el 1966 en el FSV Lokomotiv Dresden, ja esmentat.

El nou Dresden SC es formà després de la reunificació alemanya, començant a competir la temporada 1991-92.

## Palmarès
- Lliga alemanya de futbol: 1943, 1944
- Copa alemanya de futbol: 1940, 1941
- Copa de la RDA de futbol:  1958
- Lliga d'Alemanya Central de futbol:  1905, 1926, 1929, 1930, 1931, 1933
- Copa d'Alemanya Central de futbol:  1928, 1933
- Gauliga Sachsen:  1934, 1939, 1940, 1941, 1943, 1944

## Futbolistes que han jugat a la selecció alemanya[2]
| Nom              | Partits | Gols | Anys    |
| ---------------- | ------- | ---- | ------- |
| Richard Hofmann  | 25      | 24   | 1927-33 |
| Helmut Schön     | 16      | 19   | 1937-41 |
| Willibald Kreß   | 16      | 0    | 1929-34 |
| Georg Köhler     | 5       | 0    | 1925-28 |
| Hugo Mantel      | 5       | 0    | 1927-33 |
| Walter Dzur      | 3       | 0    | 1940-41 |
| Helmut Schubert  | 3       | 0    | 1941    |
| Richard Gedlich  | 2       | 0    | 1926-27 |
| Friedrich Müller | 2       | 0    | 1931    |
| Herbert Pohl     | 2       | 0    | 1941    |
| Martin Haftmann  | 1       | 0    | 1927    |
| Arno Neumann     | 1       | 0    | 1908    |
| Karl Schlösser   | 1       | 1    | 1931    |
| Kurt Stössel     | 1       | 0    | 1931    |